# Allgäuer Hochalpen
Allgäuer Hochalpen ist das mit Abstand größte Naturschutzgebiet im Regierungsbezirk Schwaben und eines der größten Naturschutzgebiete der Bundesrepublik Deutschland. Mit einer Fläche von 20.724 ha ist es größer als einige der Nationalparks in Deutschland.
Eingerichtet wurde das Naturschutzgebiet durch Verordnung vom 16. Januar 1992. Deckungsgleich mit dem NSG besteht das Europäische Vogelschutzgebiet DE 8528-401 Naturschutzgebiet Allgäuer Hochalpen; NSG und Vogelschutzgebiet sind wiederum Teil des etwas größeren FFH-Gebiets DE-8528-301 Allgäuer Hochalpen.

## Grenzverlauf
Beginnend nördlich des Berggipfels „Bschießer“ verläuft die Grenze des Naturschutzgebiets entlang der Staatsgrenze Deutschland–Österreich bis zur Kanzelwand. Von dort geht es weiter an den Liftanlagen der Fellhornbahn vorbei über das Warmatsgundtal ins Stillachtal. Auf der orografisch rechten Seite des Stillachtals geht die Grenze nordwärts bis auf Höhe des Freibergsees. Dort verläuft die Grenze südwärts in das Trettachtal bis Spielmannsau. Auf der orographisch rechten Seite des Trettachtals geht es wieder nach Norden. Die Anlagen der Nebelhornbahn werden ausgespart. Weiter verläuft die Grenze über das Rubihorn und die Sonnenköpfe bis in das Hintersteiner Tal. Hinterstein wird ausgespart. Zuletzt verläuft die Grenze über den Stuibenkopf zum Bschießergipfel.

## Schutzzweck
Gemäß der Verordnung sollen im Schutzgebiet:
- ein Teilbereich der Allgäuer Alpen wegen seiner hervorragenden Schönheit, Vielfalt, Eigenart und Ruhe in seiner Gesamtheit geschützt werden,
- die dort vorkommende große Zahl an seltenen, gefährdeten und schutzbedürftigen Pflanzen- und Tierarten geschützt werden,
- die Vielfalt und der Bestandsumfang an typischen subalpinen und alpinen Pflanzengemeinschaften erhalten werden,
- die naturbedingten Veränderungen der Oberflächengestalt unbeeinflusst belassen werden,
- der Naturhaushalt und die Waldbestände stabil erhalten, die Waldverjüngung gefördert und die Entwicklung von standortheimischen Bergmischwäldern unterstützt werden,
- der Zustand dieses Teilbereichs der Allgäuer Alpen ermittelt werden, um sein Naturpotential zu bewahren und seine durch Menschen bedingten Störungen und Schäden zu heilen.

Geschützt wird ein herausragender und noch weitgehend ursprünglicher Teil der Allgäuer Alpen.